# Which Prue Is It, Anyway?
Which Prue Is It, Anyway? er et Heksene fra Warren Manor-afsnit.

## Handling
Da Phoebe får en forudanelse om, at Prue skal dø, læser Prue en besværgelse op, så hendes styrke og kræfter tredobles. Men overaskende nok laver hun i stedet to Prue-kloner, som skal hjælpe hende med at kæmpe mod fjenden, en genoplivet gammel krigsherre, Gabriel. Imens prøver Piper og Phoebe at vænne Prue af med den selviske og stædige vane altid at tage affæren i sine egne hænder. Andy bliver forvirret over Prues kloner.

## Skyggernes Bog

### Trylleformular
- Trylleformular til at forøge sine evner: Lad min kraft velsignet være, giv mig trefold styrke og ære.

## Triva
- Episodens navn er lavet efter tv-serien Whose Line Is It Anyway?.
- I denne Episode finder vi ud af, at kraften telekinesis blev brugt med hænder i Halliwell-familien, hvilket Prue også lærer at gøre i episoden Out of Sight.

## Gæstestjerner
- Alex McArthur som Gabriel
- Shannon Sturges som Helena
- Bernie Kopell som adelskroner
- Christine Rose som Claire